# إيما ميلر
إيما ميلر (بالإنجليزية: Emma Millar)‏ هي لاعبة الاسكواش نيوزيلندية، ولدت في 9 ديسمبر 1991 في Paraparaumu ‏ في نيوزيلندا.

## روابط خارجية
- إيما ميلر على موقع الاتحاد الدولي لمحترفي الاسكواش (مؤرشف) (الإنجليزية)
- إيما ميلر على موقع SquashInfo.com (الإنجليزية)